# Урија
Урија је насељено место у Босни и Херцеговини у општини Доњи Вакуф. Административно припада Федерацији Босне и Херцеговине, односно њеном Средњобосанском кантону. Према попису становништва из 2013. у насељу је живело 200 становника, а апсолутну већину предратне популације чинили су Срби.

## Становништво
По последњем службеном попису становништва из 2013. године у насељу Урија живело је 200 становника.
| Националност | 2013. | 1991.        | 1981.        | 1971.        |
| Бошњаци      | —     | 9 (1,96%)    | 9 (2,45%)    | 0            |
| Срби         | —     | 432 (94,12%) | 341 (92,92%) | 231 (92,77%) |
| Хрвати       | —     | 13 (2,83%)   | 17 (4,63%)   | 17 (6,82%)   |
| Југословени  | —     | 4 (0,87%)    | 0            | 0            |
| остали       | —     | 1 (0,21%)    | 0            | 1 (0,40%)    |
| Укупно       | 200   | 459          | 367          | 249          |